# Robot autónomo

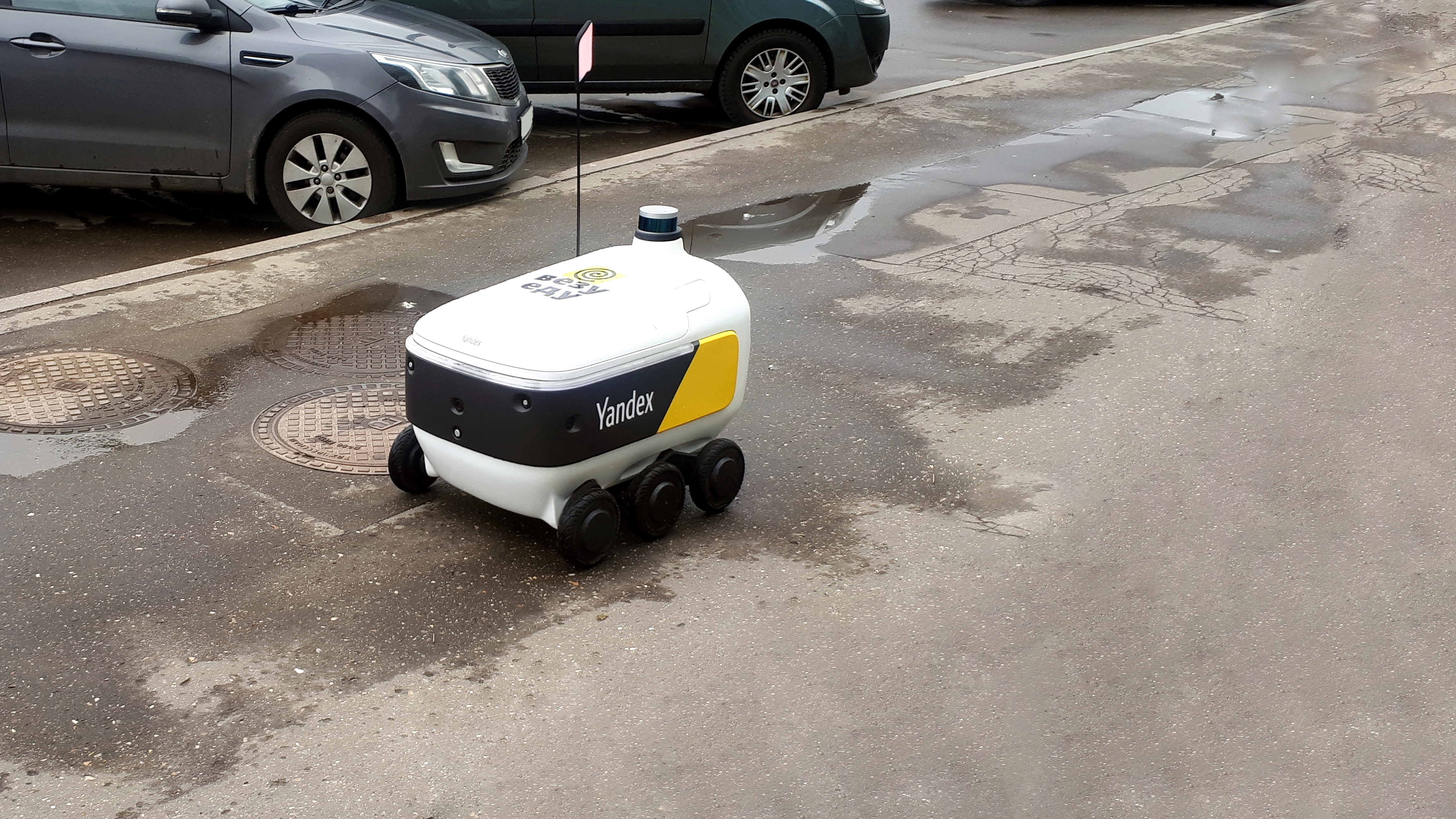
Robot repartidor de Yandex en un entorno real

Un robot autónomo es todo robot que tienen la capacidad de realizar la tarea para la que han sido concebidos sin la intervención de un ser humano, lo que es particularmente deseable en campos como la exploración espacial, tratamiento de aguas residuales y tareas que puedan resultar pesadas, peligrosas o tediosas para las personas, como limpieza de suelos, cortar el césped, etc.
Algunos robots industriales modernos son "autónomos" dentro de los límites estrictos de su entorno directo. Puede que no existan todos los grados de libertad en su entorno, pero el lugar de trabajo del robot industrial es difícil y, a menudo puede contener variables caóticas, impredecibles. Deberá determinarse la orientación exacta y la posición del siguiente objeto de trabajo y (en las fábricas más avanzadas) incluso el tipo de objeto y la tarea requerida. Esto puede variar impredecible (por lo menos desde el punto de vista del robot).
Un área importante de la investigación robótica es permitir que el robot haga frente a su entorno ya sea en tierra, bajo el agua, en el aire, bajo tierra o en el espacio.

## Funcionamiento
Para que los robots autónomos puedan tomar decisiones por sí mismos, necesitan acceder a la información. El Big Data desempeña un papel fundamental en este proceso, ya que a partir de él, el robot puede conocer su entorno. Para recopilar toda esta información, se implementan sensores que ayudan a recopilar y, posteriormente, analizar el flujo de datos. Estos sensores pueden incluir cámaras, detectores de proximidad, medidores de temperatura, entre otros.
Los robots autónomos están equipados con potentes procesadores de datos y software que evalúan las situaciones y ejecutan acciones específicas. Todo esto se apoya en los avances más innovadores en inteligencia artificial y aprendizaje automático (machine learning). Mediante estas tecnologías, se crean modelos basados en programación lógica que ejecutan representaciones y procesos neuronales con el fin de definir comportamientos.
No obstante, en los robots autónomos hay una tendencia cada vez más creciente por un crecimiento en el control híbrido y reactivo en su capacidad para combinar respuestas reales. Por ejemplo, las partes de los robots autónomos en entornos requieren racionalidad según el uso de datos y señales externas que son procesadas por sus sistemas: Distancia, Temperatura, Sonido y Luz.
Un robot completamente autónomo tiene la capacidad de:
- Obtener información sobre el medio ambiente. (la regla # 1)
- El trabajo durante un período prolongado sin intervención humana. (Regla # 2)
- Moverse todo o parte de sí mismo a través de su entorno operativo, sin ayuda humana. (Regla # 3)
- Evitar situaciones que son perjudiciales para las personas, los bienes o sí mismos, a menos que sean parte de las especificaciones de diseño.(Regla # 4)
- Poder aprender o adquirir nuevos conocimientos, como el ajuste de nuevos métodos para el cumplimiento de su tarea(s) o la adaptación a los cambios de entorno.

Algunos de ellos pueden auto-recargarse, como sucede con Roomba.